# F·M·亞歷山大
斐德烈克·馬薩爾斯·亞歷山大（英語：Frederick Matthias Alexander，1869年1月20日—1955年10月10日），是一位澳洲演員，他發展出亞歷山大技巧，教導人們去意識、修正運動及思考中，反射性與慣性的限制。

## 早年生活
1869年1月20日亞歷山大出生於澳大利亞英吉利斯河北岸，靠近現今塔斯馬尼亞州溫亞德鎮。父親約翰·亞歷山大（John Alexander）是位鐵匠，母親名為貝琪·布朗（Betsy Brown），F.M.亞歷山大是他們十個孩子中最年長的孩子。他的父母是囚犯的後代，祖先在斯溫暴動中犯下竊盜和破壞農具而被流放到范迪門之地，塔斯馬尼亞州當時的名稱。亞歷山大一生中都避免提及他的祖先，聲稱擁有蘇格蘭血統以提升祖先的地位。亞歷山大是早產兒，在母親的堅毅關懷之下成長，他是母親最喜愛的孩子，他們一生都很親密；與虔誠、勤勞的父親關係較不強力，家裡其他成員後來也與亞歷山大疏遠了。然而，他後來認為父親教導他保持警惕和觀察力。
1870年他們一家從亞歷山大搬到溫亞德鎮，亞歷山大雖然身體不健壯，卻喜歡釣魚和射擊等鄉村活動，並愛上了馬及相關的競技活動。他在一個新教福音派家庭成長，謹守安息日，酗酒的父親在1879年戒酒。亞歷山大形容自己是一位不可知論者，但深受家庭基督教教養的影響：他的言論常引用聖經，堅守是非觀念、自律並對自己負責。對當地的父母來說，教育並不是最重要的事，但母親布朗堅決孩子應該受教。亞歷山大先上過一所主日學校，後來進入公立學校就讀。他是一位早慧、敏感且需要人關注的孩子，因此難以教導。然而，亞歷山大的老師，一位名為羅伯特·羅伯森的蘇格蘭人，向學生表達他的關懷，扮演了父親的角色；羅伯森允許亞歷山大不用參加日間的課程，在晚間為他上課。除了基礎教育，羅伯森還讓亞歷山大深深愛上了莎士比亞、戲劇和詩歌。亞歷山大的身體狀況並不適合勞動，他後來表示，他恬靜的少年時代因為體能的消耗而受損。15歲時，亞歷山大擔任羅伯森的助教，目標是成為校長。
亞歷山大十六歲時，拜訪了住在沃勒塔的阿姨與叔叔。在那個錫礦鎮，採礦公司提供高薪工作。在父母的建議下，他應徵了這份工作，儘管老師羅伯森對此感到失望。亞歷山大表示，他得到雇主讚賞，他身兼壽險代理人和差餉徵收員的工作，替公司省去500英鎊，在當時是相當可觀的開銷。空閒時，他會參加賽馬活動，也開始學習小提琴。亞歷山大還參加了當地的業餘戲劇學會，擔當過幾個角色，會見了專業巡演公司的成員。其中包括鋼琴家羅伯特·楊，與他未來的妻子，演員伊迪絲。

## 1889-1904年 墨爾本
1889年，亞歷山大決定離開沃勒塔，跟隨阿姨和叔叔前往墨爾本。他後來表示這是「擴大活動範圍，不單為了謀生，也能充分領會藝術和教育的意義。」在墨爾本的前三個月，他積極參加文化活動，將積蓄用在參觀劇院、藝術畫廊和音樂會上。亞歷山大表示，他是在「辦公室工作的同時累積自己的經歷。」，他從事過數個文職工作，並向英國演員 James Faucit Cathcart 和澳大利亞演講家 Fred Hill 學習。亞歷山大受到了莎拉·伯恩哈特在墨爾本的舞臺表演鼓勵，他表示自己參加了所有場次。
亞歷山大飽受身體不好的困擾，他的醫生建議他離開墨爾本去尋找氣候更健康的地方。他待在吉朗三個月，健康狀況轉好後，他回到了墨爾本。從1891年11月開始，報紙開始報導他參加業餘戲劇表演，並給正面的評價。然而，亞歷山大開始出現聲音嘶啞的狀況，有時表演完甚至難以說話。他們能聽到他演出時從嘴巴用力把空氣吸進身體的聲音。此事在亞歷山大的著作《亞歷山大技巧》裡第一章有提及，因為醫師給的建議並不受用，他開始對著鏡子檢查自己的說話習慣，幾個月過後，他發現透過「有意識地控制」動作，而非試圖「做」正確的動作，要注意的是「方式」而不是「為了達成目地」，他的聲帶困擾和長期的呼吸問題消失了。

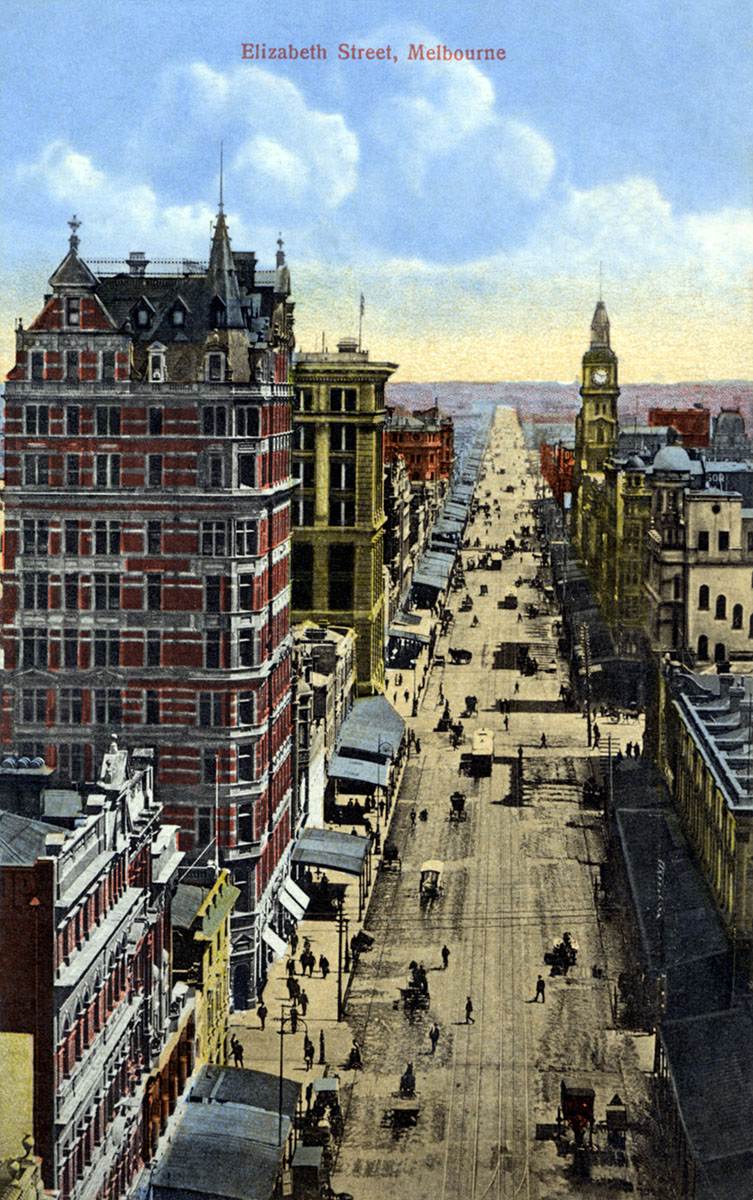
亞歷山大於左邊那棟建築教授他的技巧。

亞歷山大解決了發聲的問題後，放棄文職工作並開始擔任職業獨白劇演員和語音教師。1894年初，他從家鄉塔斯馬尼亞開始巡演，當時拜訪家人時有過不愉快。亞歷山大的父母經濟狀況並不穩定，他們深受去年過世的嬰兒影響；父親又開始喝酒。亞歷山大表示，父子吵過架，父親約翰反對兒子的工作，說他是「遊民跟流浪藝人」，在那之後就沒有他們見面的紀錄。除此之外，巡演很成功，在塔斯馬尼亞荷巴特州長面前表演得到了出色的媒體評論，那場表演亞歷山大遇見了多年前在沃勒塔會面過的羅伯特·楊和伊迪絲。三人發展出親密的情誼。除了獨白表演，亞歷山大也提供「發聲課程」。
1895年初，亞歷山大出發前往紐西蘭，造訪各個城市，為戰地記者維利爾斯和奧克蘭市長等知名人士舉辦獨白表演和發聲課程。儘管有人建議他前往美國發展，亞歷山大決定回墨爾本教授他的新方法。1896年，他在伊麗莎白街的一座指標建築租賃教室。他在媒體和手冊上宣傳他的語音課程，表示此課程能開發聲音並「治癒」口吃和喉嚨疾病。手冊上有他早期擔任神職的學生，熱切表示他們發聲和整體健康得到改善，並有醫師證明。在這一年，亞歷山大邀請了弟弟亞伯特（Albert Redden Alexander）擔任自己的助手；接著是妹妹艾咪，她原先是為了尋求醫療幫助，後來也接受了培訓。而家鄉塔斯馬尼亞的狀況，父親嚴重酗酒，家庭經濟狀況慘淡，年底，母親和三位手足抵達墨爾本，再也未回到塔斯馬尼亞。亞歷山大主要致力於教學和臨床工作，偶爾舉辦獨白表演。
1899年，亞歷山大和朋友羅伯特、伊迪絲住在一起。三人在墨爾本舉辦戲劇活動，1900年他們搬到雪梨，也在那舉辦同樣的活動。某種程度上因為伊迪絲作為專業演員的野心，1901年到1903年亞歷山大和兩位朋友製作了一系列的莎士比亞戲劇，由亞歷山大和伊迪絲主演，他的學生擔任配角。亞歷山大多數時間都花在虧本的表演和莎士比亞課程上，並無太多時間教授他的技巧。然而，在1902年，他的技巧讓一位雪梨的頂尖外科醫生麥凱（W. J. Stewart McKay）留下深刻的印象，麥凱為亞歷山大推薦並成為他的朋友。可能是因為這樣，亞歷山大的方法（和廣告）更關注在醫療問題，包括结核病。麥凱也鼓勵亞歷山大參加醫學院課程以發展他的醫學知識，但亞歷山大表示自己無力負擔。醫生推薦亞歷山大去倫敦，並主動向他介紹那裡的主要醫師。亞歷山大當時負債累累，但他後來在賽馬博弈中贏得750歐元，經濟狀況因此得到緩解。這讓他償還一些債務，提供女性親屬幫助，並購買前往英格蘭的通行證。1904年4月從墨爾本搭船出發，就再也沒回去。

## 1904–1914年 倫敦

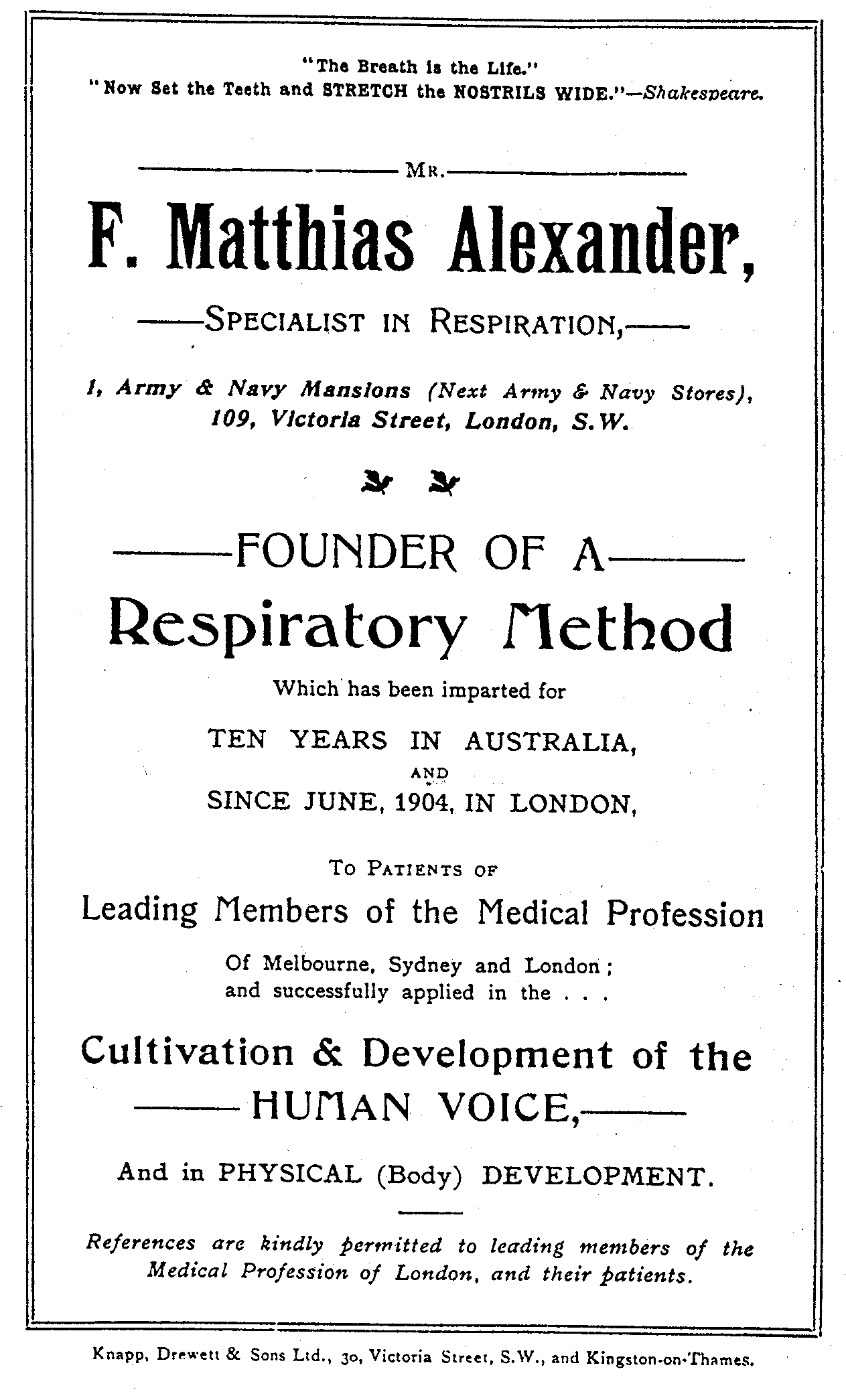
亞歷山大在倫敦的早期廣告。

亞歷山大於1904年6月抵達倫敦，靠著麥凱醫師和其他澳大利亞醫師的推薦信，他迅速獲得了倫敦醫學界的支持。其中一位耳鼻喉科醫師史派塞（R.H. Scanes Spicer），是亞歷山大重要的聯繫人及導師，斯派塞在上完亞歷山大的課後，開始推廣亞歷山大的方法並將他介紹給學生。因為莉莉·布雷頓無法發聲，亞歷山大依史派塞的要求去看她，這對熱愛戲劇的亞歷山大來說，非常高興能見到她。治療很成功，其他名人也慕名向亞歷山大求診，如艾胥、亨利·艾爾文、赫伯特·比爾博姆·特里、喬治·亞歷山大等位。前三位是捧場性質，但當喬治上完課後收到帳單，他控訴老師亞歷山大是「敲詐勒索」。儘管如此，經過兩年的努力，亞歷山大的課程順利發展，時薪來到4畿尼，他能在支援身在澳大利亞的母親與妹妹、償還債務，同時也生活得很好，除了吃喝用度，他每天騎馬、定期追獵狐狸，追求他對賽馬的終生興趣。
亞歷山大製作了一系列的手冊，解釋他對呼吸和聲音的發現及成功案例。這些手冊不僅展示了亞歷山大的理論，還是首批留有紀錄的印刷品。1904年9月伊迪絲到了英國追隨亞歷山大。亞歷山大是一個享受社交陪伴的人，但傾向結識門徒和支持他的人。1909年，醫師史派塞發表糾正亞歷山大的論文，他認為亞歷山大缺乏醫學知識。亞歷山大以宣傳手冊回應，指控史派塞剽竊及扭曲他的理論。他後來將此發表集結出書。
1911年起，亞歷山大的母親及幾位手足陸續搬到倫敦，加入了他的事業。亞歷山大還聘請了以前的學生埃賽爾·韋伯（Ethel Webb）擔任指導老師，她將艾琳·塔斯卡（Irene Tasker）與瑪格麗特·諾堡與亞歷山大的工作聯繫起來，諾堡將亞歷山大技巧引進美國。1914年8月10日，在離開倫敦的前一個月，他與伊迪絲登記結婚。

## 1914–1924年 美國
1914年9月亞歷山大搭船前往紐約，與瑪格麗特·諾堡一起工作。1916年，約翰·杜威成為亞歷山大的學生，杜威飽受壓力的困擾，在參加課程後，體力及思緒皆有所提昇，杜威八十多歲時將他良好的健康狀況歸功於亞歷山大技巧。杜威與亞歷山大經常見面，在兩人的寫作上都能看見明顯的影響。杜威的推廣使其他知名學者也開始接觸課程；他甚至鼓勵亞歷山大發行美國版的《人類的至高傳承》（Man's Supreme Inheritance）。在塔斯卡的幫助下，亞歷山大大幅修改文章，並加進關於成癮、強迫行為及第一次世界大戰的發生原因等章節，此書經由杜威推薦，1918年1月發行後，得到踴躍的評論，其中有許多都來自亞歷山大的傑出學生。然而，其中一位為新共和撰稿的波恩雖然認識到此技巧的益處，他批評亞歷山大的信念在人類社會的進程中轉變成刻意的控制，史學家魯賓遜在《大西洋》月刊評論中也呼應此評論。杜威對波恩的批評感到非常氣憤，他甚至威脅若新共和再發表任何波恩的文章，他便不再與雜誌社合作。
1923年5月，亞歷山大認為他最重要的著作：《個體的建設性意識控制》（Constructive Conscious Control of the Individual）在美國發行，由杜威撰寫推薦文。1924年亞歷山大便不再定期造訪美國，他決定落腳英國，另一個可能的原因是要與杜威保持距離，因為杜威提議要對亞歷山大技巧進行科學試驗，亞歷山大對此並無信心，也擔心會失去掌控權。

## 1925–1940年、1943–1956年 英國
1924年，當一位德國教授魯道夫·馬格努斯出版了有關姿勢生理學的書，亞歷山大的方法得到理論上的改善。亞歷山大的支持者很快注意到馬格努斯的結論有許多都與了亞歷山大的原理相似，如「由頭帶領，脊椎依序跟隨」、「正確的感官覺知」能建立對的身體機能。評論指出兩者間的差異，但現今看來，兩種理論有相關但卻是不同概念。
亞歷山大還吸引了幾位重要的新學生，其中維克多·布爾沃-李頓，第二代李頓伯爵在泰晤士報教育副刊中引起了群眾的注意，原先持懷疑態度的作家盧多維奇轉而在書裡讚楊亞歷山大的理論；支持的設計師羅伯特·杜德利·貝斯特將教學擴展到伯明罕，1941年貝斯特發表一篇建設性批評的文章，關於亞歷山大對學生的解釋及輕視的態度，還有不得質疑他的成果，貝斯特認為，亞歷山大的見解有限，對美學及靈性的認知不多，亞歷山大對於生命中所有問題都以他的理論來回答，而受到局限。

## 終年
在經過許多訴訟後，亞歷山大繼續工作，直到他1955年突然去世。他的葬禮在斯特里漢姆的火葬場舉行。

## 著作
- 《亞歷山大技巧》（The Use of the Self），2019年，繁體中文版由心靈工坊出版，ISBN 978-986-357-152-0
- 《人類的至高傳承》（Man's Supreme Inheritance），1910年，ISBN 0-9525574-0-1
- 《意識控制與人類文明的演進》（Conscious Control: in Relation to Human Evolution in Civilization），1912年
- 《個體的建設性意識控制》（Constructive Conscious Control of the Individual），1923年，ISBN 0-9543522-6-2